# Robert Falk
Pour les articles homonymes, voir Falk.
Robert Falk (en russe : Роберт Рафаилович Фальк) (° Moscou, le 27 octobre 1886 - † Moscou, le 1er octobre 1958), est un peintre de l'avant-garde russe, l'un des principaux cézannistes russes du XXe siècle.

## Biographie
De 1904 à 1905, il étudie l'art d'abord dans des ateliers privés, dont celui de Constantin Juon puis, de 1905 à 1912, à l'École de peinture, de sculpture et d'architecture de Moscou, élève de Anton Arkhipov, Constantin Korovine, Valentin Serov et Leonid Pasternak.
Avec Michel Larionov et  Nathalie Gontcharoff, Ilia Machkov, Piotr Kontchalovski, Alexandre Kouprine, Aristarkh Lentoulov, Vasily Rozhdestvensky avec lesquels il se lie d'amitié à l'École, il est l'initiateur, en 1910, du Valet de Carreau (en russe : Бубновый валет) et l'un de ses représentants majeurs. Ce groupe d'artistes, l'un des 1ers courants de l'avant-garde russe rejette l'académisme, le réalisme du XIXe siècle et est influencé, à ses débuts, par l'œuvre de Paul Cézanne, qu'il défend et le postimpressionnisme.
Le style distinctif des tableaux de Robert Falk est l'accentuation des formes par l'application de différentes couches de peinture.	 En 1911, il effectue un voyage en Italie au cours duquel il étudie l'art classique ainsi que l'architecture médiévale. Il rejoint en 1918 la section Arts plastique (Izo) créée après la Révolution de février-octobre par le Commissariat populaire à l'instruction, au collège du Narkompros à Moscou. De 1918 à 1928, il est enseignant de peinture au Vkhoutemas et à l’Institut supérieur d’art et de technique (Vkhoutein).

## La décennie de Falk en France (1928—1937)
En 1928, Robert Falk est envoyé à Paris par le Commissariat du peuple à l'éducation de l'URSS, également en charge de toutes les questions culturelles, « pour étudier l'héritage classique en peinture ».
La « décennie parisienne » (1928-1937) apporte à l’artiste de nouvelles impressions, un nouvel état d’esprit, un nouveau style et une nouvelle technique. De nombreux historiens de l’art estiment que cette période marque l’apogée de la créativité de Robert : « C’est ici que son pinceau acquiert une fluidité, une légèreté et une légèreté particulières. » À Paris, Falk découvre un nouveau style d’écriture, fluide et aérien. Les peintures semblent imprégnées de l’air printanier français et de parfums floraux.
À Paris, Falk Falk a débuté comme un jeune artiste pratiquement inconnu, mais il a certainement apprécié cela. Il menait une vie presque étudiante, bien qu'à cette époque il ait déjà plus de quarante ans. Il trouva un atelier bon marché, économisa sur tout, donna des cours particuliers de dessin et de musique (il était un excellent pianiste, interprétant Schubert et Schumann).
À Paris, Falk a créé plus de trois cents paysages urbains et paysages du Bois de Boulogne et des environs de la ville, Longjumeau, Neuilly-sur-Marne, Neuilly-sur-Seine. Il peint des petits cafés dans des rues étroites, les quais de la Seine, des ponts sur la Seine, des canaux avec des péniches. L’artiste a donné une description très expressive de Paris : « Ce n’est pas une ville, mais un pays entier, chaque quartier est une ville à part. » 
Il n’a pas été facile pour l’artiste de maîtriser le nouvel environnement aérien. A Paris, il y a des effets optiques absolument nouveaux, certaines caractéristiques atmosphériques : de nombreuses nuances de gris, de brume, de transparence, d'humidité. Il faut « entraîner », « éduquer » l’œil.
Falk lui-même a noté : « Il faut se laver les yeux pour pouvoir travailler, pour que la couleur puisse chanter. Je peins presque exclusivement les rues de Paris, mais pas le Paris que tout le monde aime et connaît. Pas les grands boulevards, pas les grandes places, les perspectives. Non, au contraire! – des rues grises et pauvres, des maisons lugubres, des terrains vagues, etc. Et j'y trouve beaucoup de charme et de poésie. Je pense que c'est mon véritable genre. » 
Falk redécouvre l’impressionnisme, qu’il qualifie lui-même de « l’art le plus français ». Son influence profonde est évidente dans plusieurs de ses œuvres, comme dans les tableaux « Chantier », « Paysage d’automne », « Chemin dans la forêt ». "Les environs de Paris". En France, Falk a beaucoup voyagé. Il a voyagé en Bretagne, en Corse, visité Arles et constaté que « celui de Van Gogh est bien plus beau ».
Dans ses premières œuvres, Falk ressent une forte fascination pour Cézanne. À Paris, il redevient cézanniste. Falk s'est rendu aux endroits où son artiste préféré s'était rendu : à la montagne Sainte-Victoire. « La précision de Cézanne me hantait », écrit-il à propos de ce voyage. Mais Falk ne répète pas Cézanne, mais cherche ses propres techniques.
En 1935, Falk crée des croquis de costumes et de décors pour le film franco-anglais « Tarass Boulba » / « Tarass Bulba » (produit par « GG Films » ; réalisateur A.M. Granovsky, scénaristes : Pierre Benoit, Fritz Falkenstein, Carlo Rim, dialogues Jacques Natanson ; avec : Harry Baur (Tarass Bulba), Jean-Pierre Aumont (Andrei Bulba), Daniel Darrieux (Marina).
Il a travaillé comme designer pour le pavillon soviétique à l'Exposition Internationale des Arts et Techniques dans la Vie Moderne de 1937. Lors de sa visite au pavillon espagnol de l'Exposition universelle de Paris, Falk a rencontré Pablo Picasso et Dora Maar, qui accrochaient « Guernica ». Après cela, Falk rendit visite à Picasso dans son appartement de la rue des Grands Augustins, et y rencontra également Paul Rosenberg, puis son frère Léonce Rosenberg. Cependant, les choses n'allèrent pas au-delà de ces quelques rencontres, et il n'y eut pas d'interaction ultérieure - tout comme les rencontres de Falk avec Louis Vauxcelles, avec les artistes Moïse Kisling, Marc Chagall, Sonia Delaunay, Marie Laurencin, avec les poètes et philosophes André Salmon, Jean Cocteau, André Breton, Paul Eluard, n'aboutirent pas à l'émergence d'une véritable amitié et d'une interaction. Falk n'a jamais vraiment réussi à s'intégrer dans le monde artistique français.
Peu à peu, la vie à Paris commence à changer : la crise économique, la proximité de la guerre, la menace de la propagation du fascisme. « J'attendais beaucoup de Paris et j'en ai beaucoup reçu. J'ai gagné en force en tant qu'artiste. Mais travailler devenait de plus en plus difficile, et un sentiment de déclin et de catastrophe s'installait. » Malgré son succès professionnel et le confort de la vie parisienne, l'artiste était tourmenté par la nostalgie.
Falk revient à Moscou en 1937. Beaucoup d'amis français ne comprennent pas cet acte. Lui-même était également bien conscient qu’il pouvait être arrêté. Mais l'artiste était confronté à une tâche vitale qui surmontait toute peur : il rêvait d'apporter ses peintures en Russie et de les voir dans les musées russes.

## Falk est de retour à Moscou pour le reste de sa vie
De 1938 jusqu'à son décès en 1958, il travaille dans la capitale moscovite, entre autres pour le théâtre et y vit dans un relatif isolement. Ses œuvres de cette période sont néo-impressionnistes, assez proches des dernières peintures de son ancien professeur Valentin Serov. Durant la déstalinisation, Robert Falk est devenu populaire parmi les jeunes peintres et beaucoup l'ont considéré comme un trait d'union, d'une part entre les traditions nationales et l'art moderne français du début du XXe siècle et, d'autre part, entre la première avant-garde russe et la deuxième, celle des années 1960.

## Ses participations aux expositions
- de 1908 à 1910 : Salons d'Izdebski à Saint-Pétersbourg et Odessa
- 1910 : Salon de la Toison d'Or à Moscou
- 1910 : Ire Exposition du Valet de Carreau à Moscou
- 1915 : Exposition de peintures de l'année 1915 à Moscou
- 1915 : Rassemblement des courants de gauche en art à Saint-Pétersbourg
- 1917 : Expositions de l'association le Monde de l'art
- 1919 : IIIe Exposition de tableaux à Riazan
- 1922 : 1re Exposition d'art russe à Berlin
- 1924 : XIVe Exposition internationale de Venise
- 1925 : Exposition des arts décoratifs à Paris
- 1926 : VIIIe Exposition de l'association des artistes de la Russie révolutionnaire (AKhRR)

## Galerie

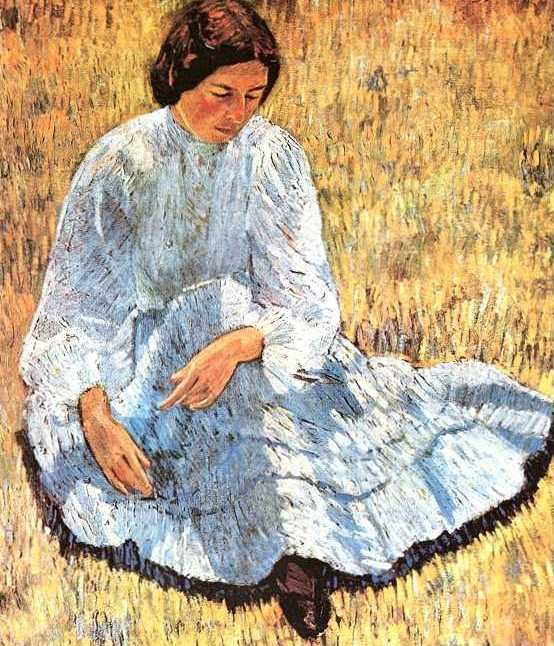
Lisa au soleil, 1907
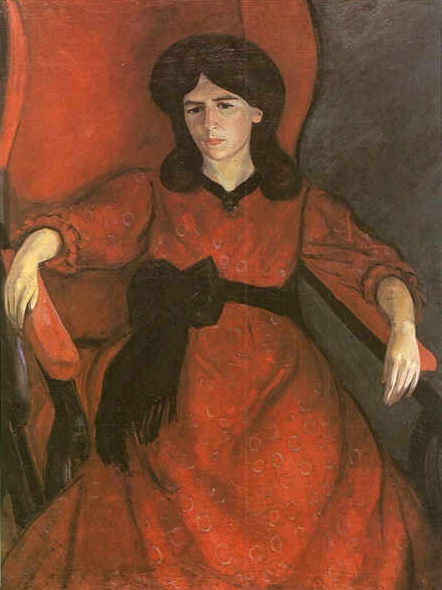
Lisa sur une chaise, 1910
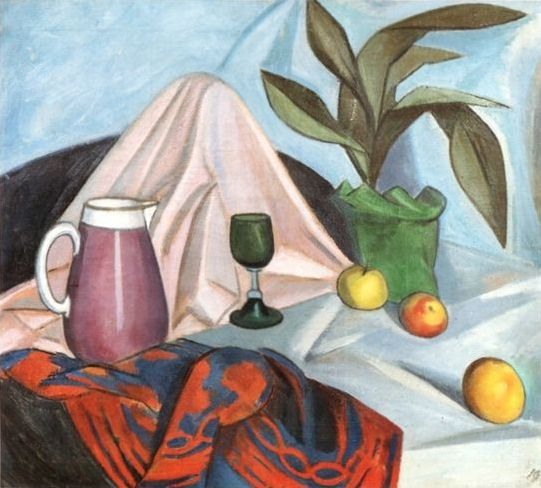
Nature morte, 1910
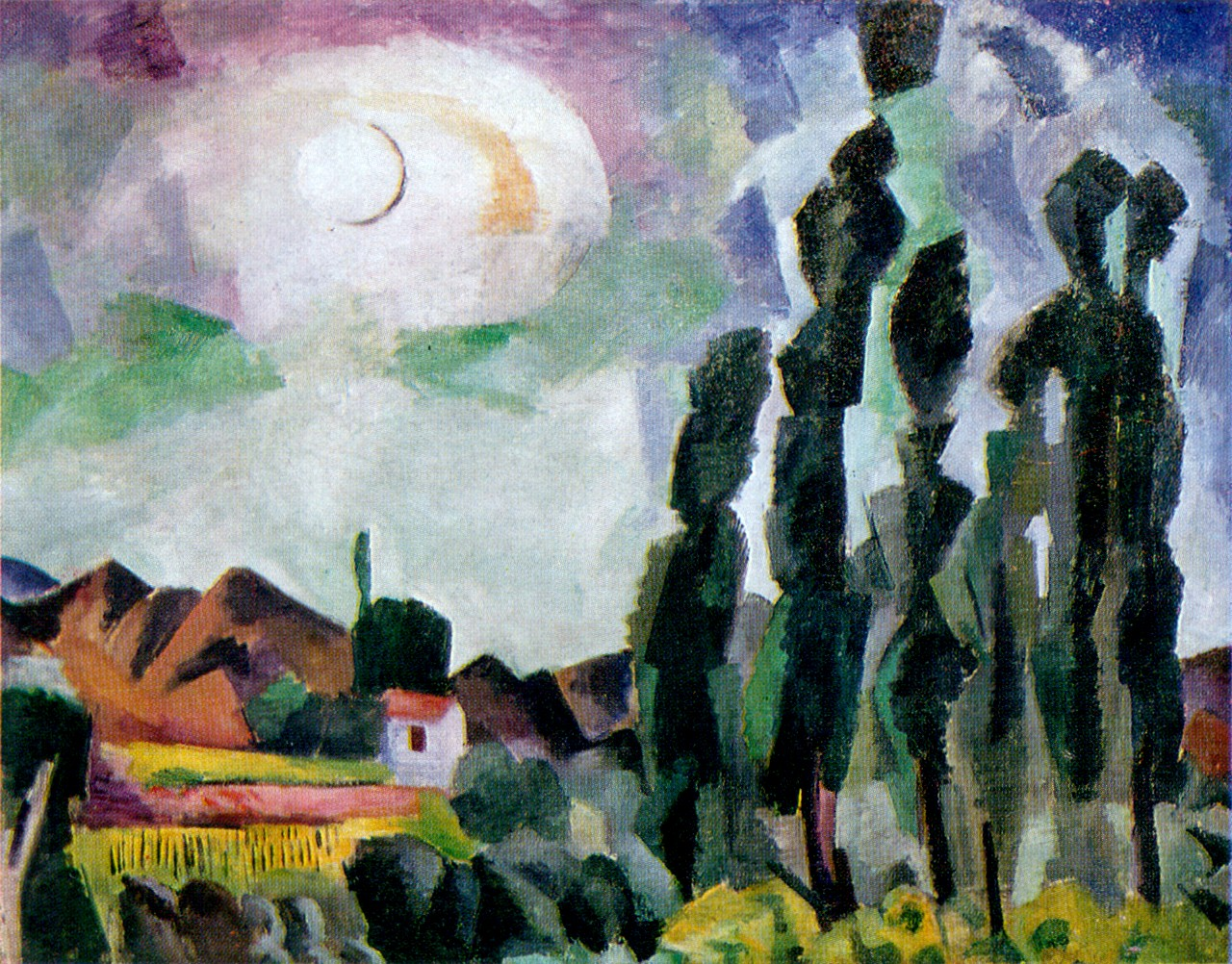
Le soleil en Crimée, 1916
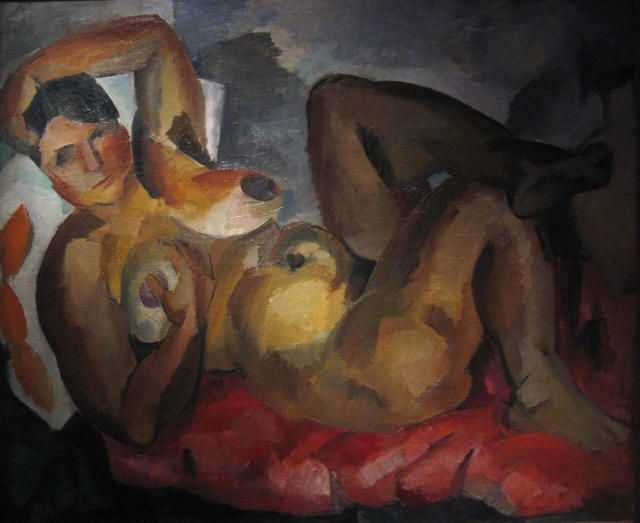
Nu, 1916
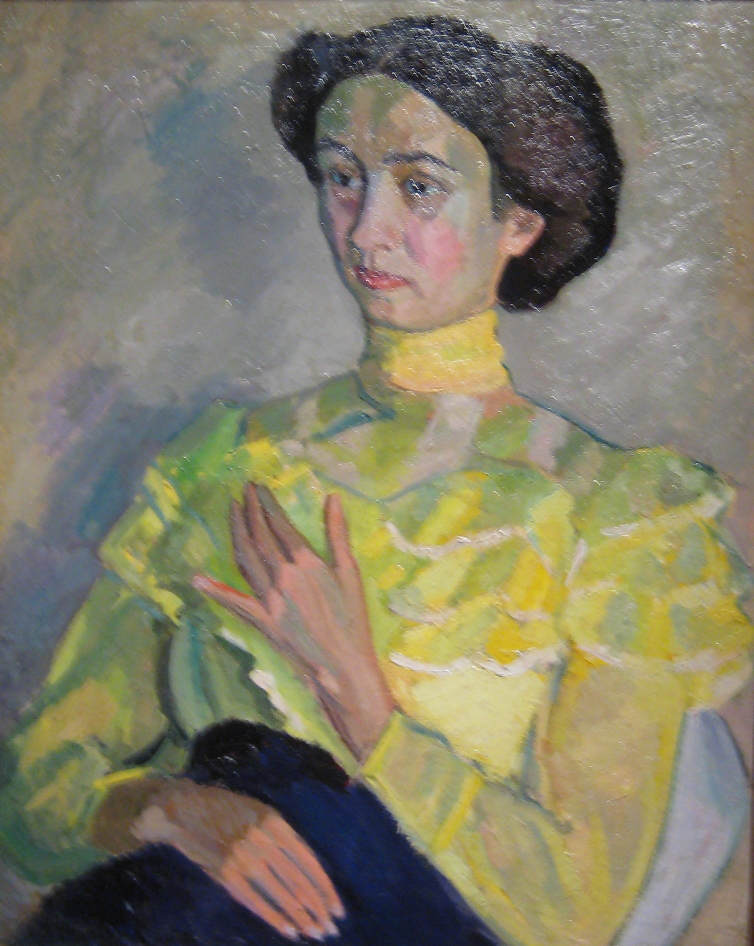
Femme en jaune, 1910

## Sources et références
Références
1. ↑  Camilla Gray, L'Avant-garde russe dans l'art moderne, 1863-1922, Édition Thames et Hudson, 2003.  (ISBN 2-87811-218-0). pp. 163–165
2. ↑  Robert Falk. Conversations sur l'art. Courrier. Souvenirs d'un artiste. Moscou, Maison d'édition des artistes soviétiques, 1981. (Р.Р. Фальк. Беседы об искусстве. Письма. Воспоминания о художнике. Москва, издательство  «Советский художник», 1981.). pp. 94–97
3. ↑  Tchaïkovskaya, Vera. Trois visages de l'art russe du XXe siècle : Robert Falk, Kuzma Petrov-Vodkin, Alexander Samokhvalov. Moscou, Maison d'édition Art-XXIe siècle, 2006. (Чайковская, Вера Исааковна. Три лика русского искусства XX века: Роберт Фальк, Кузьма Петров-Водкин, Александр Самохвалов. Москва, издательство «Искусство-XXI век», 2006). pp. 84–85
4. ↑  Didenko Ioulia, «Robert Falk à Paris. Souvenirs de l'artiste Tatiana Verkhovskaïa (1895-1980), épouse du deuxième secrétaire de l'ambassade de l'URSS en France, Evgueni Girshfeld. Moscou, « Journal de la Galerie Tretiakov », n° 4, 2020. (Юлия Викторовна Диденко, «Роберт Фальк в Париже. Воспоминания художницы Татьяны Верховской). pp. 26–28
5. ↑  Camilla Gray, L'Avant-garde russe dans l'art moderne, 1863-1922, Édition Thames et Hudson, 2003.  (ISBN 2-87811-218-0). pp. 124–126
6. ↑  Didenko Ioulia, «Robert Falk à Paris. Souvenirs de l'artiste Tatiana Verkhovskaïa (1895-1980), épouse du deuxième secrétaire de l'ambassade de l'URSS en France, Evgueni Girshfeld. Moscou, « Journal de la Galerie Tretiakov », n° 4, 2020. (Юлия Викторовна Диденко, «Роберт Фальк в Париже. Воспоминания художницы Татьяны Верховской). pp. 29–30
7. ↑  Успенский А. Роберт Фальк. Счастье живописца. М.: Искусство XXI век, 2020. pp. 34–36
8. ↑  Успенский А. Роберт Фальк. Счастье живописца. М.: Искусство XXI век, 2020. pp. 40–41
9. ↑  Robert Falk. Conversations sur l'art. Courrier. Souvenirs d'un artiste. Moscou, Maison d'édition des artistes soviétiques, 1981. (Р.Р. Фальк. Беседы об искусстве. Письма. Воспоминания о художнике. Москва, издательство  «Советский художник», 1981.). pp. 147–148
10. ↑  Robert Rafailovich Falk. Moscow, Palace editions, 2012.  (ISBN 978-5881495893). pp. 123–128
11. ↑  Щекин-Кротова А. В. Люди и образы. Биографии и легенды. Из цикла «Модели Фалька» // Панорама искусств. Выпуск 8. — М.: Советский художник, 1985. pp. 35–37
12. ↑  Щекин-Кротова А. В. Становление художника // Новый мир. 1983. № 10. pp. 44–46

Sources
- L'avant-garde russe : chefs-d'œuvre des musées de Russie, 1905-1925 : Exposition au Musée des beaux-arts de Nantes, 30 janvier-18 avril 1993, R.M.N., 1993, p. 102  (ISBN 2711827402)
- Jean-Claude Marcadé, L'avant-garde russe 1907-1927, Flammarion, 2007.  (ISBN 978-2-0812-0786-8).
- Valentine Marcadé, Le Renouveau de l'art pictural russe, Édition l'Âge d'homme, Lausanne, 1971
- Camilla Gray, L'Avant-garde russe dans l'art moderne, 1863-1922, Édition Thames et Hudson, 2003.  (ISBN 2-87811-218-0).
- Robert Falk. Conversations sur l'art. Courrier. Souvenirs d'un artiste. Moscou, Maison d'édition des artistes soviétiques, 1981. (Р.Р. Фальк. Беседы об искусстве. Письма. Воспоминания о художнике. Москва, издательство  «Советский художник», 1981.)
- Tchaïkovskaya, Vera. Trois visages de l'art russe du XXe siècle : Robert Falk, Kuzma Petrov-Vodkin, Alexander Samokhvalov. Moscou, Maison d'édition Art-XXIe siècle, 2006. (Чайковская, Вера Исааковна. Три лика русского искусства XX века: Роберт Фальк, Кузьма Петров-Водкин, Александр Самохвалов. Москва, издательство «Искусство-XXI век», 2006).
- Didenko Ioulia, «Robert Falk à Paris. Souvenirs de l'artiste Tatiana Verkhovskaïa (1895-1980), épouse du deuxième secrétaire de l'ambassade de l'URSS en France, Evgueni Girshfeld. Moscou, « Journal de la Galerie Tretiakov », n° 4, 2020. (Юлия Викторовна Диденко, «Роберт Фальк в Париже. Воспоминания художницы Татьяны Верховской)
- Didenko Ioulia. La jetée des « Calmes Valet de Carreau » dans la Maison Pertsov // M., Russian Art, vol. II, 2005. (Диденко Ю. Пристань «тихих бубновых валетов» в Доме Перцова // М., Русское искусство, т. II, 2005).
- Роберт Фальк. Каталог-резоне. Сост.: Юлия Диденко, отв. ред.: Татьяна Карпова. Москва, Государственная Третьяковская галерея, 2021.  (ISBN 978-5-89580-309-7).
- Роберт Фальк: живопись : дополнения к каталогу-резоне. Editor, Юлия Диденко. Compiled by, Юлия Диденко. Publisher, Tri kvadrata, 2018. ISBN, 5946072129
- Диденко Ю.В. Живопись Роберта Фалька. Полный каталог живописных произведений. Москва, Компьютер-Пресс, 2006.
- Robert Rafailovich Falk. Moscow, Palace editions, 2012.  (ISBN 978-5881495893)
- Роберт Фальк. Москва, издательство “Третьяковская галерея”, 2020.
- Из жизни рядом с Фальком. В кн. Д. В. Сарабьянова «Robert Falk». На немецком языке. Дрезден, 1974.
- Щекин-Кротова А. В. Становление художника // Новый мир. 1983. № 10
- Щекин-Кротова А. В. Люди и образы. Биографии и легенды. Из цикла «Модели Фалька» // Панорама искусств. Выпуск 8. — М.: Советский художник, 1985.
- Истратова А. Свидание с юностью // М., Русское искусство, т. II, 2005.
- Успенский А. Роберт Фальк. Счастье живописца. М.: Искусство XXI век, 2020.